# 苏同仁
苏同仁（1905年—1943年），字苏生，化名李慧。江苏省宿迁县人，中国共产党早期领导人。

## 生平
1924年4月，加入社会主义青年团。12月，被选为徐州团地委委员。1925年6月，加入中国共产党。1925年秋，在睢宁女子小学任教，创建了睢宁最早的中共组织：中共睢宁小组。1926年，与吴亚鲁结婚。1927年国共合作失败后，随叶挺部队参加了南昌起义，后在福建省委与山东省委工作。1934年，受党中央派遣，赴苏联学习，后担任第三国际联络员。其间曾代表中国妇女出席了在欧洲举行的国际三八妇女节纪念大会。1937年，返回中国，担任反奸工作。1939年，担任驻新疆工作的陈潭秋、毛泽民、林基路等与陕北党中央的联络工作。1943年，因遭人举报被处决。